# Anklav
Anklav là một thành phố và khu đô thị của quận Anand thuộc bang Gujarat, Ấn Độ.

## Nhân khẩu
Theo điều tra dân số năm 2001 của Ấn Độ, Anklav có dân số 19.805 người. Phái nam chiếm 53% tổng số dân và phái nữ chiếm 47%. Anklav có tỷ lệ 62% biết đọc biết viết, cao hơn tỷ lệ trung bình toàn quốc là 59,5%: tỷ lệ cho phái nam là 71%, và tỷ lệ cho phái nữ là 52%. Tại Anklav, 14% dân số nhỏ hơn 6 tuổi.